# Aleksandra Terpińska
Aleksandra Terpińska (ur. 30 czerwca 1983 we Wrocławiu) – polska reżyserka i scenarzystka filmowa.

## Życiorys
Absolwentka Wydziału Radia i Telewizji Uniwersytetu Śląskiego w Katowicach (2017) i i psychologii na Uniwersytecie Wrocławskim. Reżyserskie umiejętności doskonaliła w Szkole Wajdy i na planach filmowych, m.in. jako asystentka reżyserów: Marcina Krzyształowicza i Wojciecha Smarzowskiego. 
Członkini Europejskiej Akademii Filmowej.

## Wybrana filmografia
filmy fabularne:
- 2021: Inni ludzie, scenariusz i reżyseria

seriale:
- 2018: Za marzenia, odc. 10–13, reżyseria
- 2019: Za marzenia, odc. 19–22, reżyseria
- 2022: Mecenas porada, odc. 13–18, reżyseria
- 2023: Mecenas porada, odc. 19–24, reżyseria
- 2025: Porządny człowiek, reżyseria

krótkometrażowe filmy fabularne:
- 2013: Leszczu, scenariusz i reżyseria
- 2017: Najpiękniejsze fajerwerki ever, scenariusz i reżyseria

etiudy szkolne:
- 2011: Święto zmarłych, scenariusz i reżyseria
- 2015: Ameryka, scenariusz i reżyseria

## Wybrane nagrody i nominacje
- 2012: Nagroda na Festiwalu Młodego Kina Wschodnioeuropejskiego w Cottbus dla najlepszego filmu krótkometrażowego (film Święto zmarłych)
- 2012: Nagroda dla najlepszego filmu niezależnego na Festiwalu Filmów Polskich w Los Angeles za film Święto zmarłych
- 2012: Dyplom Honorowy w konkursie „Etiuda” na Międzynarodowym Festiwalu Filmowym „Etiuda & Anima” w Krakowie za film Święto zmarłych
- 2013: Nagroda Specjalna Jury Festiwalu Tous Courts w Aix-en-Provence za film Święto zmarłych
- 2013: Wyróżnienie w Konkursie Polskim „Studenci” na Międzynarodowym Festiwalu Filmów Krótkometrażowych „żubrOFFka” w Białymstoku za film Święto zmarłych
- 2015: Nagroda Specjalna w Konkursie Etiud Studenckich na Międzynarodowym Festiwalu Sztuki Autorów Zdjęć Filmowych „Plus Camerimage” w Bydgoszczy za film Ameryka
- 2015: Nagroda Specjalna w konkursie „Powiększenie” na Międzynarodowym Festiwalu Filmowym „Nowe Horyzonty” we Wrocławiu za film Ameryka
- 2015: Wyróżnienie na Koszalińskim Festiwalu Debiutów Filmowych „Młodzi i Film” za film Ameryka
- 2015: III nagroda w Konkursie Filmów Krótkometrażowych na Festiwalu Filmu i Sztuki „Dwa Brzegi” w Kazimierzu Dolnym za film Ameryka
- 2016: Nagroda „Jańcio Wodnik” za najlepszy krótkometrażowy film fabularny na Ogólnopolskim Festiwalu Sztuki Filmowej „Prowincjonalia” we Wrześni za film Ameryka
- 2017: nominacja do Nagrody Polskiego Kina Niezależnego im. Jana Machulskiego w kategorii najlepszy scenariusz za film Ameryka
- 2017: Nagroda za krótkometrażowy film fabularny na Koszalińskim Festiwalu Debiutów Filmowych „Młodzi i Film” za film Najpiękniejsze fajerwerki ever
- 2018: nominacja do Nagrody Polskiego Kina Niezależnego im. Jana Machulskiego w kategorii najlepsza reżyseria za film Najpiękniejsze fajerwerki ever
- 2021: Nagroda za debiut reżyserski lub drugi film na Festiwalu Polskich Filmów Fabularnych w Gdyni za film Inni ludzie
- 2022: Wielki Jantar na Koszalińskim Festiwalu Debiutów Filmowych „Młodzi i Film” za pełnometrażowy debiut fabularny (film Inni ludzie)
- 2022: Paszport Polityki w kategorii Film za film Inni ludzie
- 2022: Grand Prix Tarnowskiej Nagrody Filmowej za film Inni ludzie
- 2023: Nagroda Filmowa Marszałka Województwa Kujawsko-Pomorskiego im. Poli Negri za inspirującą harmonię obrazu i dźwięku w filmach[2]